# イスマエル・ディオマンデ
ティエモコ・イスマエル・ディオマンデ（Tiémoko Ismaël Diomandé 、1992年8月28日 - ）は、コートジボワール・アビジャン出身のプロサッカー選手。リーガ1・ペトロルル・プロイェシュティ所属。元コートジボワール代表。ポジションはミッドフィールダー。

## 経歴
アビジャンのASECミモザでプレーを始め、2008年にパリに移住した。パリFCの下部組織でプレーした後、2010年にリーグ・アンのASサンテティエンヌの下部組織に移籍。2011年にトップチームに昇格し、翌年プロ契約を結んだ。
2016年1月、SMカーンに期限付き移籍。6月、完全移籍に移行し3年契約を結んだ。

## 代表歴

### 出場大会
- コートジボワール代表
  - 2014 FIFAワールドカップ

### 試合数
- 国際Aマッチ 19試合 1得点（2014年-2019年）[4]

| コートジボワール代表 | 国際Aマッチ | 国際Aマッチ |
| 年                   | 出場        | 得点        |
| -------------------- | ----------- | ----------- |
| 2014                 | 5           | 0           |
| 2015                 | 7           | 0           |
| 2016                 | 4           | 1           |
| 2017                 | 1           | 0           |
| 2018                 | 1           | 0           |
| 2019                 | 1           | 0           |
| 通算                 | 19          | 1           |

## タイトル
サンテティエンヌ
- クープ・ドゥ・ラ・リーグ: 2012–13

コートジボワール代表
- アフリカネイションズカップ: 2015